# Clarence (hrabstwo Erie)
Clarence – jednostka osadnicza w Stanach Zjednoczonych, w stanie Nowy Jork, w hrabstwie Erie.